# Dave Verdooner
David (Dave) Verdooner, (Amsterdam, 15 augustus 1937 – aldaar, 9 juli 2008), was een Joods-Nederlandse brood- en banketbakker, verhalenverteller,  genealoog en auteur. Hij was een zoon van Meijer Verdooner, een bekende bakker uit de Transvaalbuurt, en Henriëtte (Jetje) de Lara. Hij was gehuwd en had twee kinderen. In 2007 werd hij Ridder in de Orde van Oranje-Nassau.
Dave leerde het vak van banketbakker in de bakkerij van zijn vader Meijer Verdooner. Na het overlijden van zijn vader nam hij de bakkerij aan de Tugelaweg over. Later opende hij ook een zaak aan het Gelderlandplein. Eind jaren tachtig moest hij vanwege gezondheidsklachten de zaak sluiten. Daarna stortte hij zich op de genealogie waar hij eerder door zijn drukke werk geen tijd voor had.

## Genealogie
Het levenswerk van Dave Verdooner is wel de digitalisatie van de Joodse bevolking van Amsterdam. Zo heeft hij onder meer de meeste Joodse huwelijken tussen 1834 en 1937 beschreven en in een databank overgezet. Dit ondanks het ontbreken van veel synagoge-registers als gevolg van de holocaust. Een ander belangrijk genealogisch project waar hij aan meewerkte, was de digitalisatie van de Volkstelling 1852-1853 van Amsterdam. Een team onder zijn leiding heeft een database van meer dan 606.000 personen tot stand gebracht.
Naast deze digitaliseringswerkzaamheden was hij ook op andere vlakken in de genealogie actief. Zo was hij medeoprichter en bestuurslid van de Nederlandse Kring voor Joodse Genealogie (NKVJG).
In 1991 bracht hij samen met Harmen Snel het boek Trouwen in Mokum uit. In dit boek zijn alle Joodse huwelijksakten vanaf 1598 tot 1811 opgenomen. Dit boek leverde hem in genealogische kringen grote bekendheid op.

## Publicaties
- Ach, wat een gein. Het Joods Kienspel / Dave Verdooner, jaartal onbekend
- Naamsaannemingsregister Amsterdam 1811-1826 / Harmen Snel, Dave Verdooner, NKVJG, jaartal onbekend
- Lijst der aangegeven lijken in Amsterdam: ingeschreven tussen 1806 en 1811 / Dave Verdooner & Harmen Snel, 1991
- Trouwen in Mokum = Jewish marriage in Amsterdam / Dave Verdooner & Harmen Snel, 1991
- Lijst der aangegeven lijken in Amsterdam: ingeschreven tussen 1806 en 1811 / Dave Verdooner, 1992
- Herinneringen van Dave Verdooner, de Boletjesbakker / Dave Verdooner, 1998
- Handleiding bij de index op de Ketuboth van de Portugees-Israëlietische Gemeente te Amsterdam van 1650-1911 / Harmen Snel & Dave Verdooner, 2000